# Sittelle corse
Vous lisez un « article de qualité » labellisé en 2013.
Sitta whiteheadi
Espèce
Synonymes
- Sitta canadensis whiteheadi Sharpe, 1884

Statut de conservation UICN

 VU C1+2a(ii) : Vulnérable
La Sittelle corse (Sitta whiteheadi), nommée pichjarina en corse, est une espèce d'oiseaux de la famille des Sittidae. C'est une sittelle relativement petite, mesurant près de 12 cm. Les parties supérieures sont gris bleuté, les parties inférieures blanc grisâtre. Le mâle se distingue de la femelle par sa calotte entièrement noire. L'espèce est sédentaire, territoriale et peu farouche. Elle se nourrit souvent haut dans les Pins laricio corses, consommant principalement des pignons, mais attrapant aussi quelques insectes volants. La saison de reproduction a lieu entre avril et mai ; le nid est placé dans le tronc d'un vieux pin, et la couvée compte cinq à six œufs. Les jeunes s'émancipent 22 à 24 jours après leur naissance.
La Sittelle corse est l'unique espèce d'oiseaux endémique de France métropolitaine, et ne se trouve qu'en Corse, où elle peuple les vieilles forêts de Pins laricio d'altitude, descendant plus bas en hiver. Son nom scientifique lui vient de John Whitehead, l'ornithologue ayant fait découvrir l'oiseau au monde scientifique en 1883. La Sittelle corse est étroitement apparentée aux Sittelles de Chine (S. villosa) et à poitrine rousse (S. canadensis). L'oiseau est menacé par la perte de ses sites de nidification et par la fragmentation de son habitat, ses effectifs étant estimés à près de 2 000 individus, peut-être en déclin modéré. Cette petite taille de population associée à l'aire de distribution restreinte de l'espèce fait que la Sittelle corse est considérée comme « vulnérable » par l'Union internationale pour la conservation de la nature.

## Description

### Plumage et mensurations

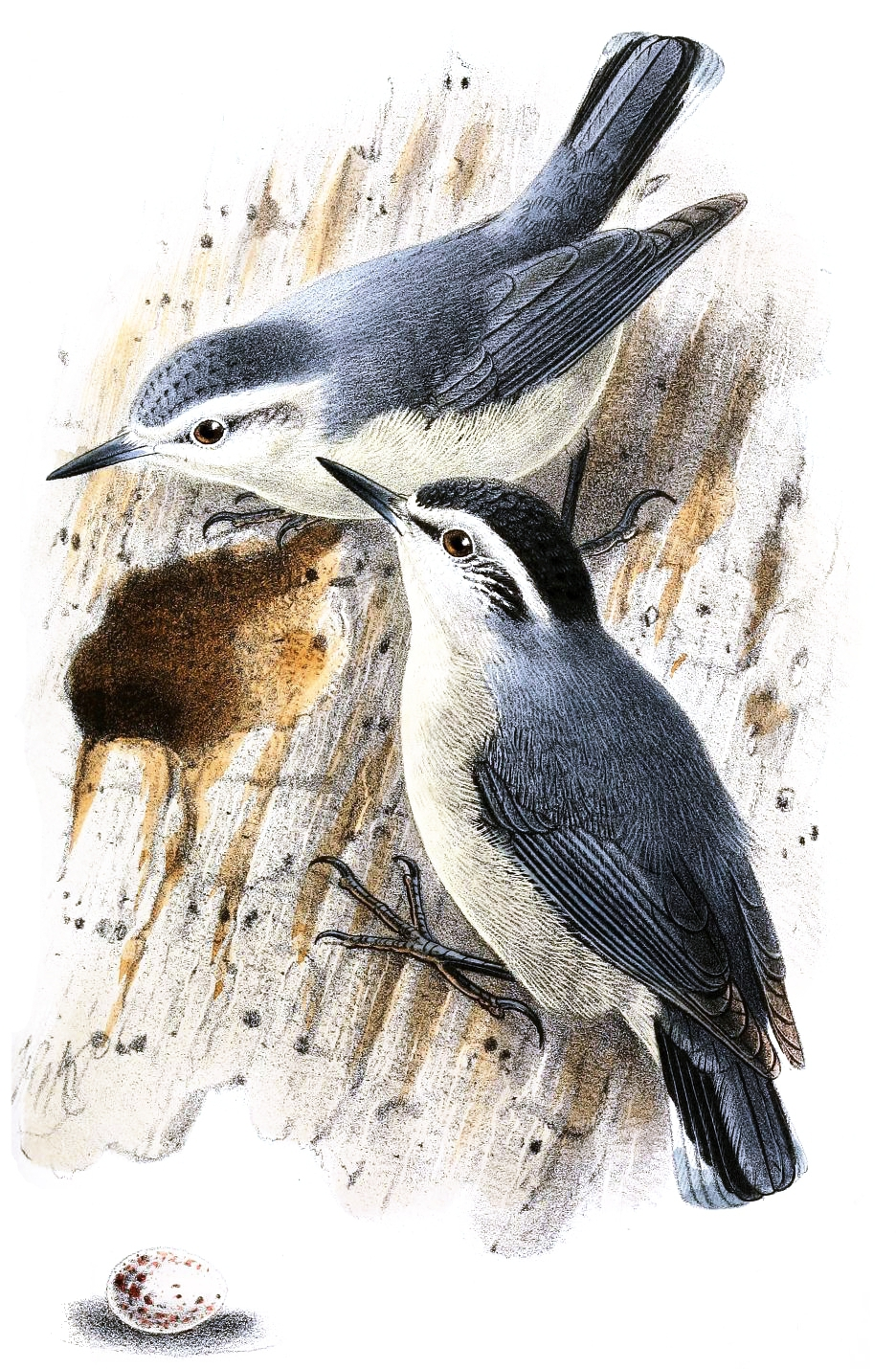
Dessin d'un couple et d'un œuf.

La Sittelle corse est un petit oiseau, mesurant 11 à 12 centimètres de long pour une envergure de 21 à 22 cm et un poids de 11 à 12,6 grammes. L'aile pliée mesure 7 cm, la queue, relativement courte, mesure 3,5 cm, et le tarse et le bec mesurent 1,6 centimètre. La tête est petite et le bec est court pour une sittelle. Il est fin et gris noirâtre, noir sur son bout. Les yeux sont noirs, les pattes et les doigts sont brun clair.

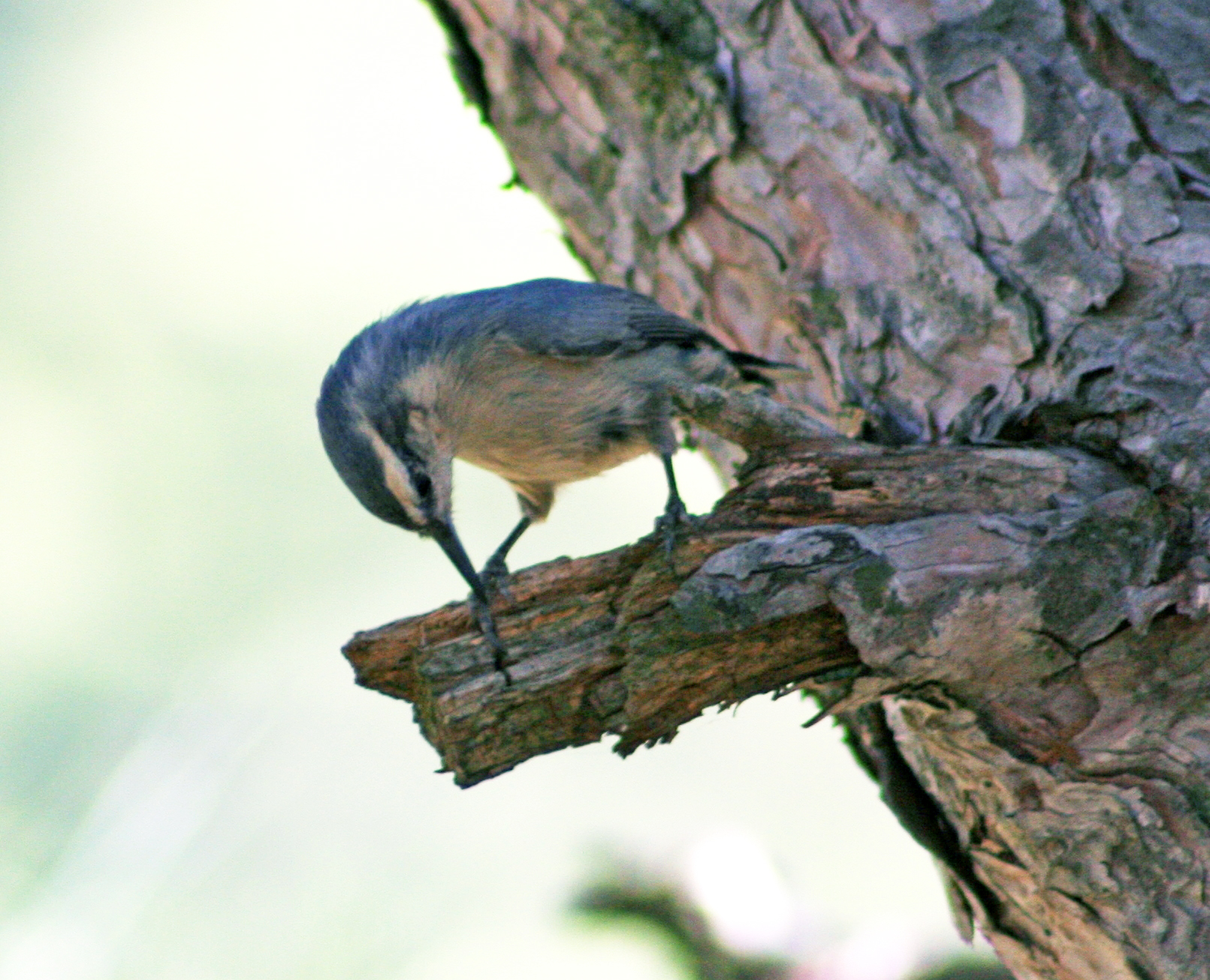
La femelle, ici un individu dans les gorges de la Restonica près de Corte, a la calotte gris sombre vers l'avant se fondant rapidement dans le gris-bleu du dos.

Les parties supérieures sont globalement gris bleuté, le ventre chamois grisâtre pâle avec la gorge plus blanche. Le mâle a la calotte et le front noirs, ainsi qu'un trait oculaire et un lore noirs, séparés de la calotte par un large sourcil blanc tranchant. Chez la femelle, la calotte et le trait sourcilier sont du même gris que le dos. Chez les deux sexes, les côtés de la tête ainsi que la gorge sont blancs ; les parties inférieures, globalement blanc grisâtre, sont plus ou moins nuancées de chamois. Les rectrices externes sont noires, avec des taches blanches et les pointes grises. Les oiseaux effectuent une mue complète tous les ans, après la saison de reproduction. Le dimorphisme sexuel apparaît onze jours après la naissance, et les jeunes à l'envol ont un plumage proche de celui des adultes. Juvéniles, ils restent plus ternes, avec un peu de brun sur les grandes couvertures.

### Espèces similaires
La Sittelle corse est la seule sittelle se rencontrant en Corse, aussi aucune confusion n'est possible ; elle peut cependant rappeler la Mésange noire (Parus ater), très commune en forêt corse, et qui possède des marques similaires sur la tête. La sittelle la plus proche géographiquement est la Sittelle torchepot (S. europaea) qui peuple la France métropolitaine ; cette espèce est plus grande, n'a pas de noir sur la calotte et a les parties inférieures jaunes (ou blanches pour certaines sous-espèces) tirant sur l'orange autour du croupion. Lors de la description originale Richard Bowdler Sharpe la rapproche morphologiquement de la Sittelle de Chine (Sitta villosa), qui a cependant les parties inférieures plus vivement colorées, et de la Sittelle de Krüper (S. krueperi), de même taille et avec les parties supérieures de la même couleur, mais qui présente une zone brun-roux sur les parties inférieures absente chez l'espèce corse. La Sittelle corse est également très proche de la Sittelle à poitrine rousse (S. canadensis), qui ne se rencontre qu'en Amérique du Nord, mais qui a les parties inférieures jaunâtres. Enfin, l'espèce corse ressemble le plus fortement à la Sittelle kabyle (S. ledanti), du Djebel Babor, qui se distingue par ses parties inférieures plus pâles, les flancs de la tête blanchâtres, et par la calotte du mâle qui n'a que l'avant noir.

Espèces ressemblantes ou phylogénétiquement proches
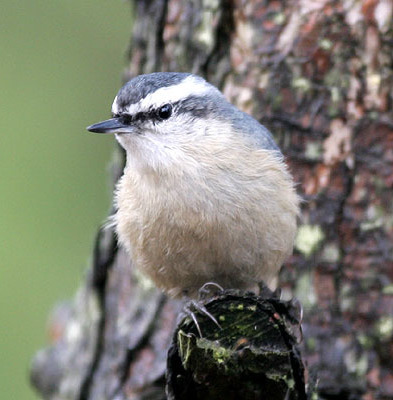
Sittelle de Chine (S. villosa)
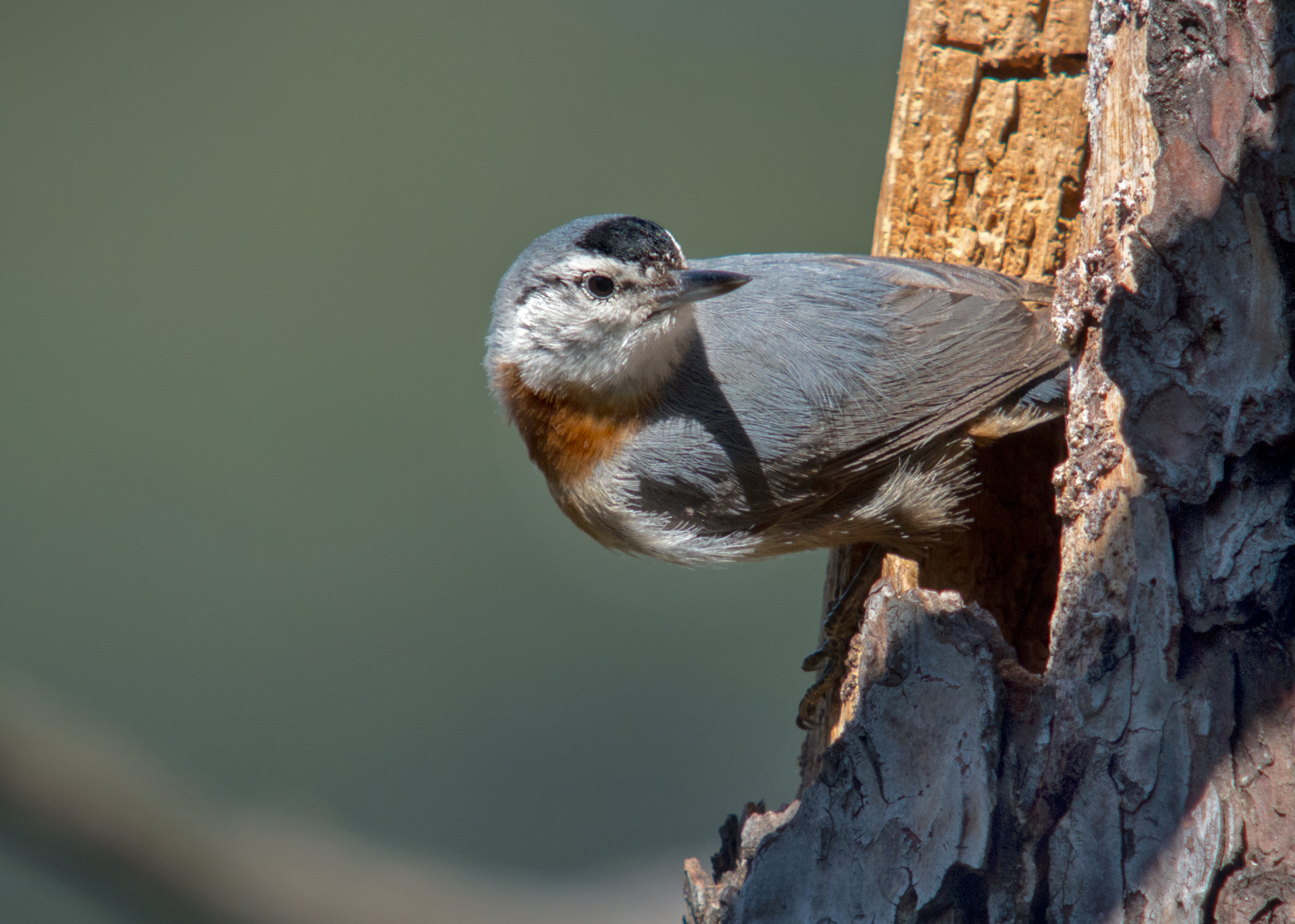
Sittelle de Krüper (S. krueperi)
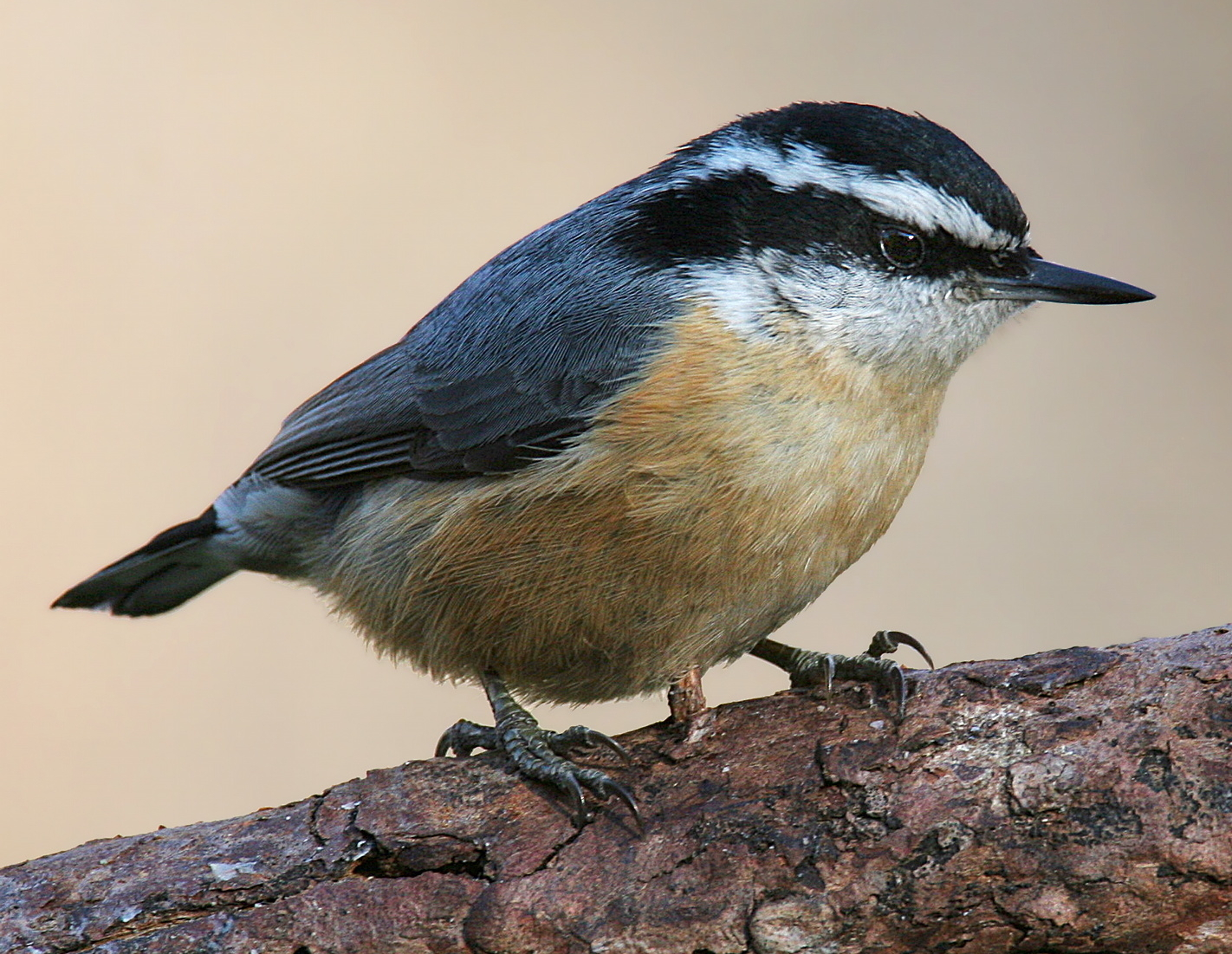
Sittelle à poitrine rousse (S. canadensis)
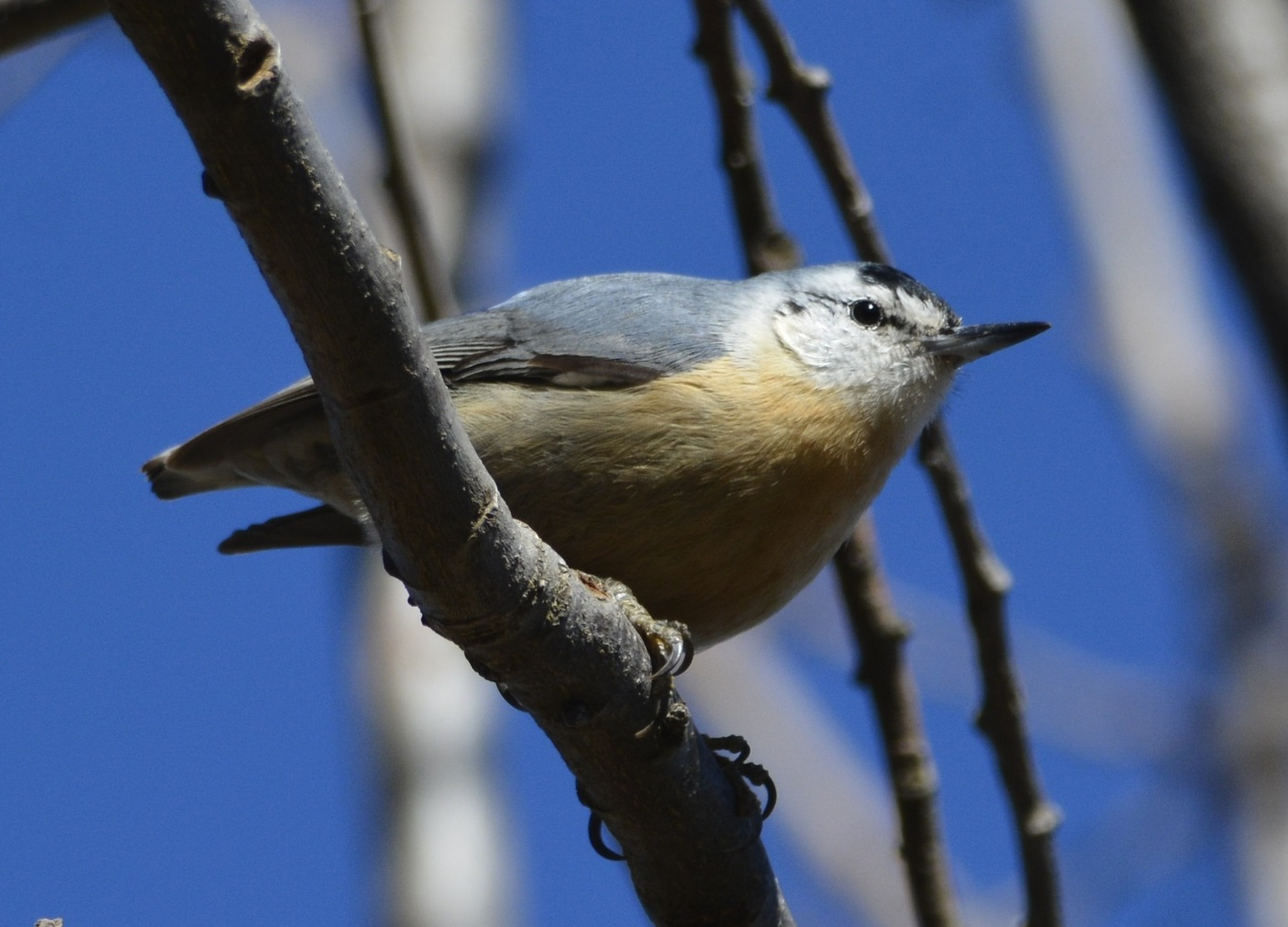
Sittelle kabyle (S. ledanti)

## Écologie et comportement

### Comportement
Comme toutes les sittelles, la Sittelle corse peut se déplacer la tête en bas le long des branches, et se trouve rarement au sol. C'est un oiseau territorial et peu farouche. Elle vit en couples monogames évoluant toute l'année sur le même territoire de trois à dix hectares, les deux oiseaux du couple le défendant des intrus, de la même espèce ou d'une autre. Le domaine vital, l'espace où évoluent généralement les oiseaux au sein de leur territoire, est de taille variable, selon la saison et l'âge des oiseaux, mais surtout selon la production en cônes des pins,.

### Voix
Le cri de contact est un pu léger et sifflant, que l'oiseau répète en séries de cinq à six notes, en pupupupupu,. Nerveuse, cette sittelle émet un pchèèhr « rêche et étiré, répété lentement », comme pourrait le faire un Étourneau sansonnet (Sturnus vulgaris), ou un psch-psch-psch qui se transforme en chay-chay-chay ou en sch-wer, sch-wer en cas de plus grande agitation. Le chant, décrit comme un « dididididididi clair, sonore, rapide [et de] rythme variable », rappelle quant à lui celui du Martinet à ventre blanc (Tachymarptis melba) ; le cri de contact est un trille similaire. Elle « chante assez régulièrement au printemps », mais se fait plus discrète lors de la saison de reproduction.

### Alimentation

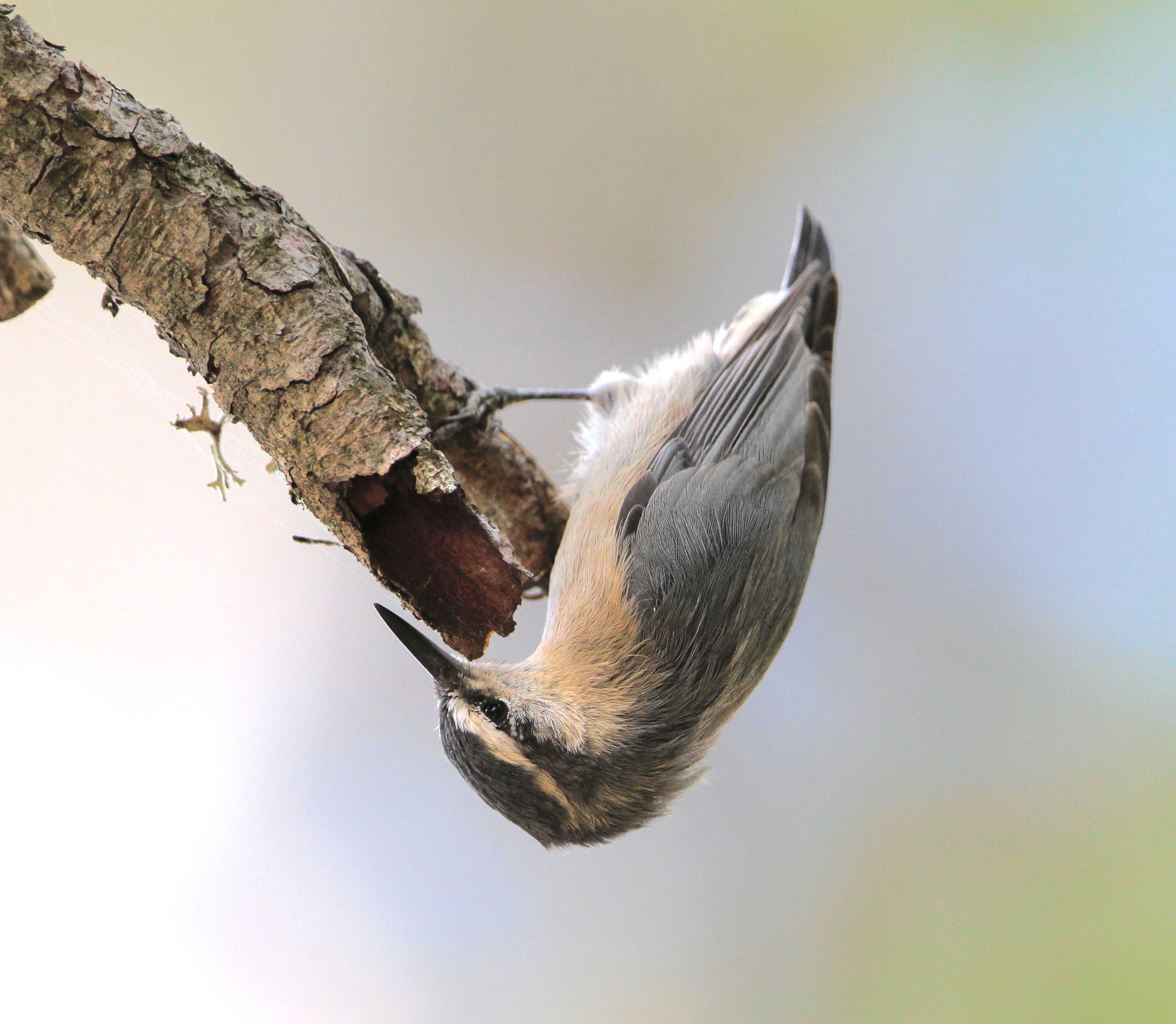
La Sittelle corse est un oiseau agile qui prospecte volontiers la tête en bas.

La Sittelle corse consomme principalement des pignons de pins, mais aussi de petits insectes volants en été, comme le ferait un gobemouche. De mars à novembre, les petits arthropodes (insectes adultes et leurs larves, araignées) représentent d'ailleurs l'essentiel de son alimentation ; elle les attrape en vol mais plus généralement dans les arbres ; elle effectue le quart de ses captures en vol, depuis un poste d'affût, et exploite le reste du temps les substrats fournis par les arbres. Au printemps et en été, elle se tient donc plus volontiers vers la cime des arbres, prospectant haut dans les frondaisons des pins, au bout des branches, à la manière d'une mésange ; en automne en revanche, elle cherche sa nourriture le long des troncs et sur les grosses branches et peut par ailleurs former des volées mixtes d'alimentation avec d'autres petits passereaux en dehors de la saison de reproduction. Novembre marque le début de l'ouverture des cônes des pins, dont la Sittelle corse extrait les graines à l'aide de son bec fin. Les années de forte production, la Sittelle peut trouver des ressources alimentaires dans les cônes jusqu'en mars. Comme le font souvent les sittelles, la Sittelle corse cache quelques graines sous l'écorce ou sous des lichens ou des débris végétaux, et les consomme la mauvaise saison venue, notamment quand les neiges du début de printemps empêchent tout accès aux cônes des pins, ou quand les cônes restent fermés, les jours humides et froids,. Cette utilisation de cachettes peut par ailleurs en partie expliquer la sédentarité totale de l'oiseau.

### Reproduction

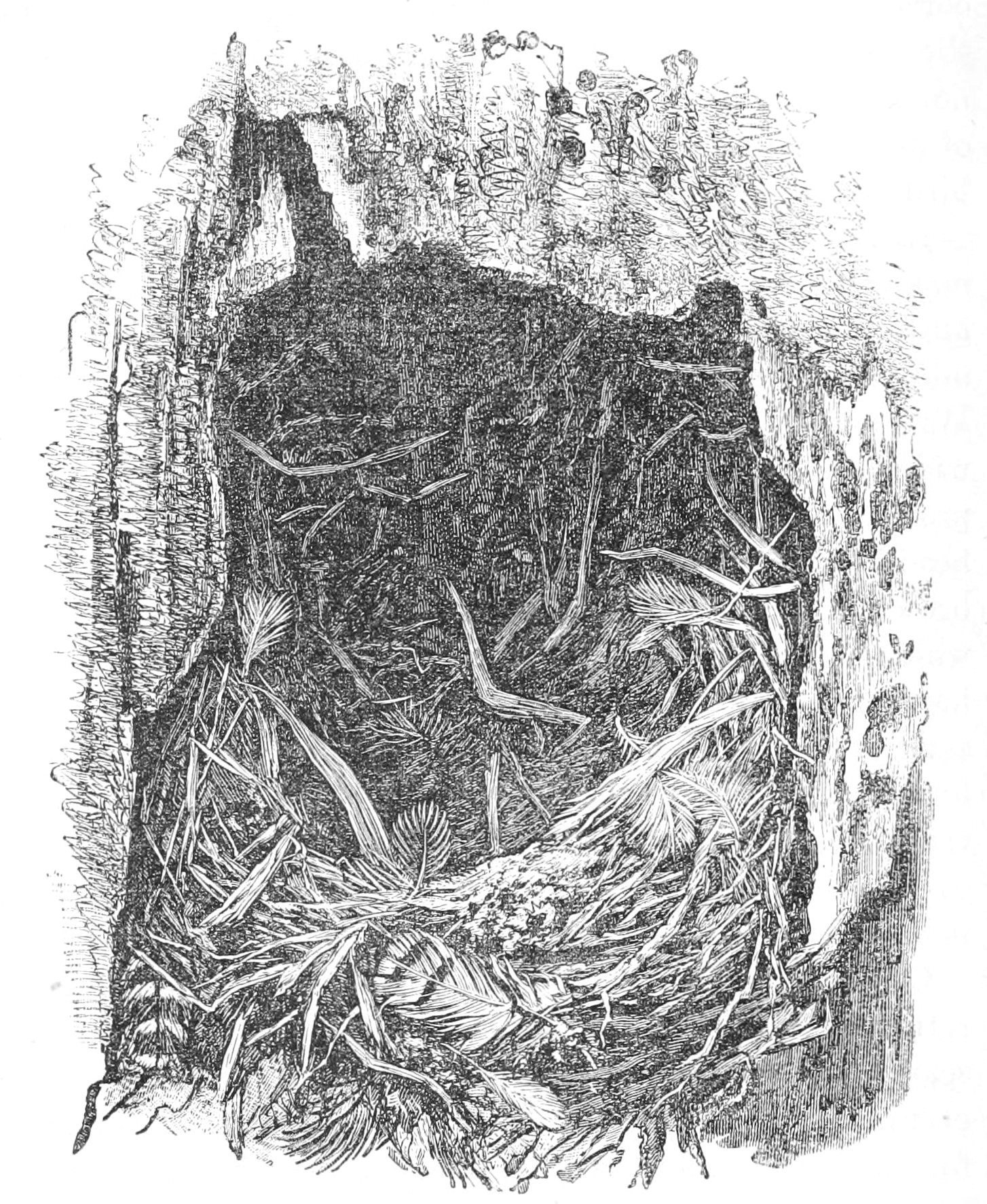
Dessin réalisé par John Whitehead du premier nid qu'il ouvre en 1884.

#### Emplacement et construction du nid
Les Sittelles corses mâles commencent à chanter fin décembre, mais la saison de reproduction a lieu en avril-mai. Les années de forte production de cônes entraînent une reproduction précoce ; les années de faible production, les sittelles doivent attendre que les insectes soient présents en grande quantité. L'espèce dépend pour nicher des vieux conifères deux à trois fois centenaires au tronc suffisamment tendre, c'est-à-dire morts, vermoulus ou étant en partie foudroyés. La Sittelle corse favorise les arbres morts ayant toujours quelques branches, qui peuvent servir de poste de chant, d'affût ou pour surveiller les environs, mais la hauteur du tronc, la couverture en pins alentour ou le diamètre du tronc ne sont pas déterminants.
Une étude de 2005 rapportait que les nids de différents couples étaient situés de 284 à 404 mètres les uns des autres selon les années (entre 1998 et 2003). Les deux membres du couple creusent le nid, en réutilisant souvent les cavités ébauchées par les Pics épeiches (Dendrocopos major), mais évitant le haut risque de prédation des anciens nids de ces oiseaux. Il peut y avoir deux entrées à la cavité si le tronc est particulièrement pourri. L'entrée mesure entre 3 et 4 cm de large, et la cavité en moyenne 56 × 109 mm pour une profondeur moyenne de 12 cm. Le nid est placé entre 2 et 30 mètres au-dessus du sol. Il est constitué de divers éléments végétaux (épines de pin, écorce et copeaux) et tapissé de matières plus douces, comme des plumes, de la mousse, du crin ou du lichen.

#### Ponte et élevage des jeunes

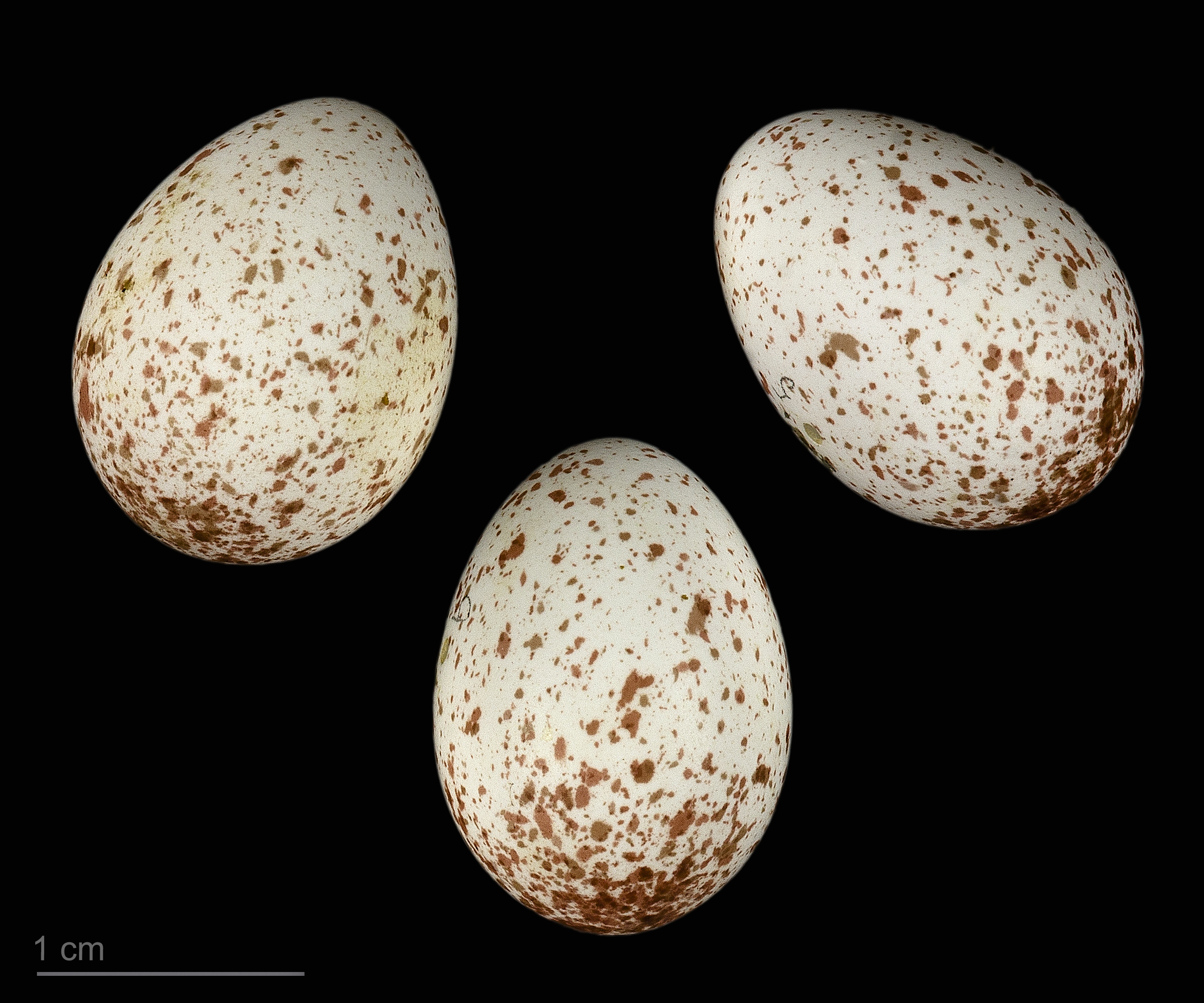
Œufs de Sitta whiteheadi - Muséum de Toulouse.

La femelle pond fin avril ou début mai, de quatre à six (en moyenne 5,1) œufs ovales blancs et tachés de brun-rouge, surtout sur l'extrémité large, avec « quelques légères marques brunes ou gris-violet foncé ». John Whitehead compare en taille les œufs à ceux de la Mésange charbonnière (Parus major) ; selon Francis Jourdain qui compare 42 œufs (14 collectés par Whitehead, les 28 autres par lui-même), ils mesurent en moyenne 17,18 × 12,96 mm. Le poids moyen, calculé pour 17 de ces œufs, est de 82,2 milligrammes. La couvaison dure de 14 à 17 jours ; elle est réalisée par la femelle seule, que le mâle nourrit en moyenne 3,2 fois par heure. Le bec et l'aile des oisillons croissent régulièrement, alors que le tarse se stabilise dès le douzième jour ; la calotte s'assombrit au onzième jour, et les jeunes ont un plumage complet au bout de vingt jours, en moyenne.
La nichée compte généralement 3 à 6 (en moyenne 4,3) jeunes à l'envol, qui quittent le nid à l'âge de 22 à 24 jours,. Si la première nichée échoue ou est perdue, le couple en réalise une seconde entre le 28 mai et le 16 juin ; le tiers de ces nichées de substitution est effectué dans un autre arbre. D'une année sur l'autre, près de la moitié des couples changent d'arbre pour nicher. Les jeunes atteignent leur maturité sexuelle dans l'année et peuvent se reproduire dès l'année suivant leur naissance. Le taux annuel de survie a été estimé à 61,6 % pour les mâles (plus de trois individus sur cinq passent l'année) ; l'espérance de vie est mal connue mais « le marquage coloré a montré qu'un petit nombre d'individus peuvent atteindre l'âge de six ans ».

## Répartition et habitat

Répartition de la Sittelle corse sur l'île, selon l'Union internationale pour la conservation de la nature.

La Sittelle corse est l'unique espèce actuelle d'oiseaux endémique de Corse, et même de France métropolitaine. Son aire de répartition couvre la majorité de l'île, très montagneuse. On trouve cet oiseau depuis la forêt de Tartagine-Melaja au nord jusqu'à celle de l'Ospedale au sud, mais elle est particulièrement abondante dans les massifs du Monte Cinto, du Monte Rotondo, du Monte Renoso et du Monte Incudine,. On compte également deux populations isolées, en Castagniccia dans le Nord-Est de l'île, et dans la montagne de Cagna au sud.
La Sittelle corse privilégie les forêts de Pins laricio corses (Pinus nigra laricio), entrecoupées de clairières ; cet habitat est assez sec l'été (trois semaines à deux mois de sécheresse) et connaît de fortes précipitations à la mauvaise saison (800-1 800 mm par an). Cette sittelle est sédentaire ; elle vit généralement dans les vallées encaissées entre 1 000 et 1 500 mètres d'altitude entre avril et octobre, mais peut se rencontrer de 750 à 1 800 mètres d'altitude, bien que les forêts plus clairsemées d'altitude lui conviennent moins. Elle descend plus bas en hiver, et peut alors habiter les forêts mixtes à Pins laricio et maritimes (P. pinaster), ou les boisements de Sapins blancs (Abies alba) ; mais les indices de son peuplement sont significativement plus faibles que dans les boisements de Pins laricio purs. Elle évite les boisements dominés par les feuillus ou mêlés à ceux-ci.
Les vieux pins assurent à la sittelle une nourriture abondante, et l'espèce est absente des secteurs où les arbres font moins de 28 cm de diamètre, et où le Pin laricio est minoritaire par rapport à d'autres essences. Les lieux les plus susceptibles d'abriter la Sittelle corse comptent de grands arbres (hauts de plus de 16 m) et de gros diamètre (supérieur à 58 cm). La préférence de l'oiseau pour le Pin laricio par rapport au Pin maritime pourrait s'expliquer par la coriacité des graines du second. Dans une perspective historique, Thibault et al. expliquent en 2002 que « la Sittelle corse et le Pin laricio, probablement présents dans l'île depuis au moins le milieu du Quaternaire, ont dû y affronter les dernières fluctuations climatiques du Pléistocène, lesquelles ont engendré de profondes modifications dans la composition et la répartition de la végétation. Il est vraisemblable que la sittelle a survécu dans les Pins laricio durant toute cette période ».

Pins laricio de Corse
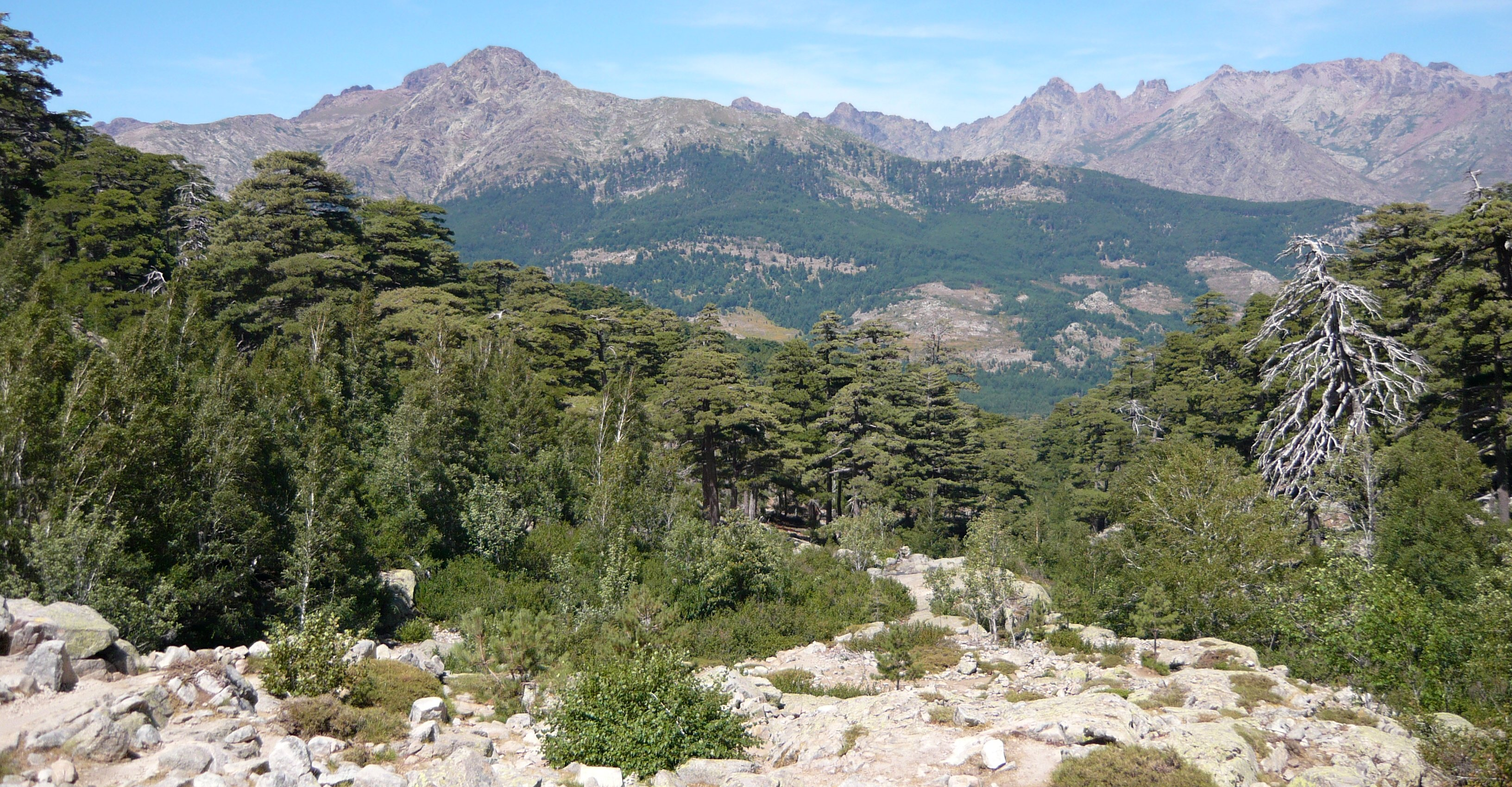
Forêt de Valdu Niellu.
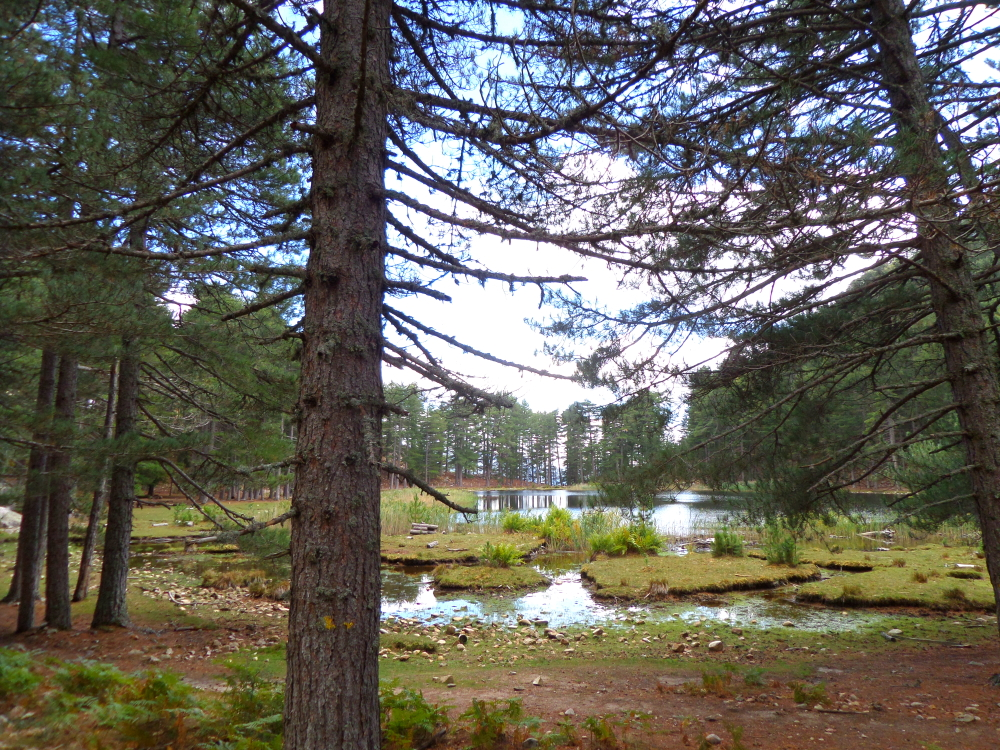
Lac de Creno.

## Taxinomie et systématique

### Découverte et étude de l'espèce

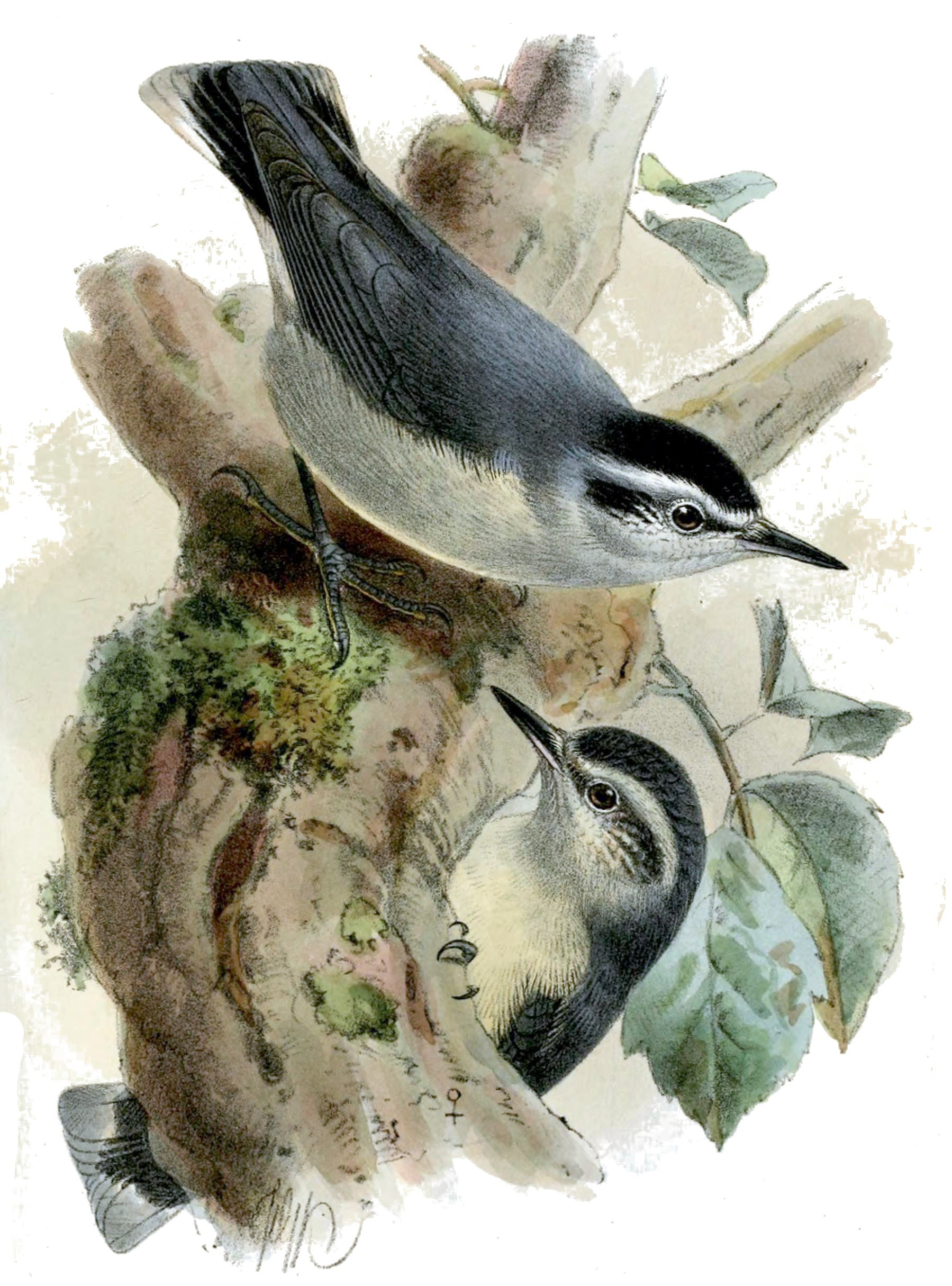
La première planche représentant l'espèce, en l'occurrence un couple (le mâle en haut et la femelle en bas), et accompagnant la publication de juin 1884 de Richard Bowdler Sharpe.

La Sittelle corse apparaît dans le monde scientifique lorsque John Whitehead part observer des Martinets à ventre blanc (Tachymarptis melba) le 13 juin 1883. L'homme, qui a passé en grande partie les années précédentes en Corse, aperçoit une Sittelle corse, un mâle, et tire l'individu. Il conserve la peau du spécimen et ne s'en préoccupe pas jusqu'en octobre, quand il demande de l'aide à Richard Bowdler Sharpe pour nommer quelques petits oiseaux qu'il a pu collecter ; bien que la tête de l'oiseau soit abîmée par la méthode de collecte, Sharpe lui assure que l'espèce n'est pas encore décrite. Whitehead pense que l'oiseau est extrêmement localisé et ne donne pas la localité précise où il récolte les premiers spécimens de peur que l'espèce ne soit exterminée par des collectes supplémentaires.
Il retourne en Corse en mai 1884 et retrouve un mâle, qu'il reconnaît à sa calotte noire. Après l'avoir tué, il attend d'apercevoir la femelle l'accompagnant, la tue également, puis collecte encore trois spécimens d'une petite bande. Les jours suivants, il observe un couple aller et venir avec du matériel pour la nidification dans un trou situé à six mètres du sol dans le tronc d'un très vieux pin. Il repère d'autres nids, certains à 30 mètres du sol, et en ouvre deux, trouvant 5 œufs dans chacun d'entre eux, qu'il récolte.

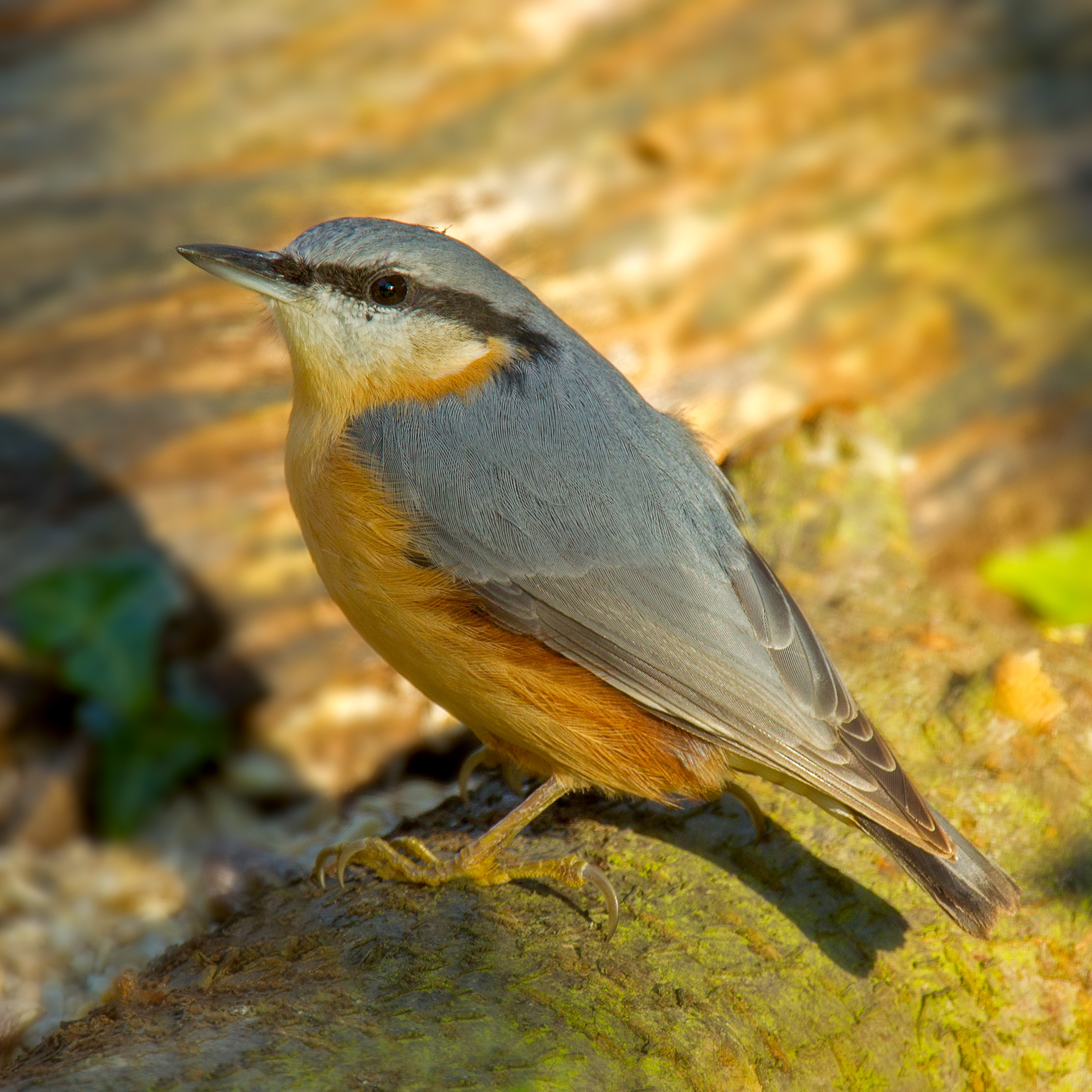
La Sittelle torchepot (S. europaea), de France métropolitaine, n'est pas directement apparentée avec sa cousine corse.

L'ornithologue italien Enrico Hillyer Giglioli fait savoir en 1890 qu'il a observé l'oiseau le 16 septembre 1877 à Ponte Leccia, presque six ans avant Whitehead, mais que le prenant pour une Sittelle torchepot (S. europaea), il ne s'était pas préoccupé de le tirer. Au printemps 1896, le naturaliste allemand Alexander Koenig visite la forêt de Vizzavona et collecte avec grandes difficultés cinq spécimens ; au début de l'automne 1900, Arnold Duer Sapsworth rapporte quelques peaux. Pour le premier, la saison de reproduction n'a pas commencé au moment de sa visite et pour le second, elle est terminée ; aucun œuf supplémentaire n'est donc ramené pendant cette période. Les collectes suivantes ont lieu entre 1908 et 1909, par l'ornithologue britannique Francis Jourdain, qui procure quelques notes de terrain supplémentaires et explique la difficulté d'accès des nids.
Les premiers travaux concernant la biologie de l'oiseau ne voient le jour que dans les années 1960, et sont réalisés par l'ornithologue allemand Hans Löhrl, qui étudie notamment la reproduction, l'alimentation et les comportements de l'espèce. En 1976, Claude Chappuis décrit la voix de l'espèce dans un article dédié aux vocalisations d'oiseaux de Corse et des Baléares. Dans les années 1980, les ornithologues italiens Pierandrea Brichetti et Carlo Di Capi étudient à leur tour la reproduction de la Sittelle corse. Depuis les années 1990, l'espèce est étudiée de près par des groupes locaux, et notamment par les ornithologues Jean-Claude Thibault, Pascal Villard et Jean-François Seguin.
Pendant l'été 2006, des Hollandais participant à une expédition entomologique observent incidemment un couple de sittelles dans l'Altaï, près du point de rencontre de la Chine, du Kazakhstan, de la Mongolie et de la Russie, dans une forêt pure de mélèzes (Larix sp.). Le mâle a une calotte noire, et la femelle pas, et les deux ont un trait oculaire sombre surmonté d'un sourcil blanc. L'espèce la plus proche géographiquement pouvant correspondre à cette description est la Sittelle de Chine, qui serait alors loin de sa répartition connue, et qui a les parties inférieures plus chamoisées que les individus observés. Ce signalement pourrait être le signe d'une distribution bien plus vaste de l'espèce chinoise, ou l'oiseau pourrait être une espèce encore non décrite et apparentée à S. whiteheadi et S. villosa.

### Nomenclature et premiers placements systématiques
La Sittelle corse est décrite par Richard Bowdler Sharpe en mars 1884, d'après le premier spécimen mâle collecté par John Whitehead qui se voit donc dédier la dénomination spécifique. Whitehead fait parvenir un deuxième mâle à Sharpe, qui le présente en mai à la Zoological Society of London. En juin, Sharpe complète la description de l'espèce après que John Whitehead lui a fait parvenir une femelle. La Sittelle corse est parfois placée dans un sous-genre, Micrositta, décrit par l'ornithologue russe Sergei Buturlin en 1916, et ne compte aucune sous-espèce.
La Sittelle corse est par la suite considérée comme sous-espèce de la Sittelle à poitrine rousse (S. canadensis), dès 1911 et jusque dans les années 1950,. En 1957, Charles Vaurie explique que la morphologie ne permet pas de s'assurer que la Sittelle corse forme une espèce distincte, et qu'il est probablement mieux de la considérer comme appartenant au groupe « canadensis », regroupant les espèces S. canadensis, S. whiteheadi et S. villosa ; l'ornithologue allemand Hans Löhrl signale une certaine divergence à Vaurie après avoir étudié l'écologie et les comportements des oiseaux américains et corses, et en publiant ses notes de terrain en 1960 et 1961,. En 1976, l'ornithologue français Jacques Vielliard décrit la Sittelle kabyle (S. ledanti), tout juste découverte en Algérie par Jean-Paul Ledant. Il consacre une partie de son article aux relations possibles des différentes espèces et à leur histoire évolutive. Vielliard suggère que Vaurie s'est arrêté à « une similitude morphologique superficielle » pour rapprocher la Sittelle corse de la Sittelle à poitrine rousse, et que l'espèce corse devait plutôt former avec la Sittelle de Krüper (S. krueperi) un groupe dit des « sittelles mésogéennes », « où S. ledanti vient s'insérer providentiellement ».

### Phylogénie moléculaire et histoire biogéographique
- « groupe canadensis »
  - Sittelle du Yunnan (S. yunnanensis)
  - 
    - 
      - Sittelle à poitrine rousse (S. canadensis)
      - 
        - Sittelle corse (S. whiteheadi)
        - Sittelle de Chine (S. villosa)

    - 
      - Sittelle de Krüper (S. krueperi)
      - Sittelle kabyle (S. ledanti)

En 1998, Éric Pasquet étudie le cytochrome-b de l'ADN mitochondrial d'une dizaine d'espèces de sittelles, dont les différentes espèces du groupe de Sitta canadensis, qu'il définit comme comprenant six espèces, qui sont aussi celles de ce qui est parfois traité comme le sous-genre Sitta (Micrositta) : canadensis, villosa, yunnanensis, whiteheadi, krueperi et ledanti. La Sittelle du Yunnan (S. yunnanensis) n'est pas incluse dans l'étude. Pasquet conclut que la Sittelle corse est à rapprocher phylogénétiquement de la Sittelle de Chine (S. villosa) et de la Sittelle à poitrine rousse (S. canadensis), ces trois espèces formant le groupe-frère d'un clade regroupant la Sittelle de Krüper (S. krueperi) et la Sittelle kabyle (S. ledanti). Les trois premières espèces seraient même suffisamment proches pour constituer des sous-espèces, rejetant la théorie « mésogéenne » de Vielliard et confirmant donc les conclusions de Vaurie,. Par souci de stabilité de la taxinomie, toutes gardent cependant leur statut d'espèce à part entière. En 2014, Éric Pasquet et al. publient une phylogénie fondée sur l'ADN nucléaire et mitochondrial de 21 espèces de sittelles et confirment les relations de l'étude 1998 au sein du « groupe canadensis », en ajoutant la Sittelle du Yunnan (S. yunnanensis), qui est trouvée comme la plus basale des espèces.
Les conclusions de l'étude sont en accord avec la morphologie des espèces, les Sittelles à poitrine rousse, corse et de Chine partageant notamment comme caractère dérivé la calotte entièrement noire uniquement présente chez les mâles, trait unique chez les Sittidae et familles apparentées. Le second clade, regroupant Sittelles de Krüper et kabyle, aurait pour synapomorphie l'avant de la calotte noir chez les mâles, ce dimorphisme sexuel étant absent chez les jeunes individus.
La phylogénie établie, Pasquet conclut que l'histoire paléogéographique du groupe serait la suivante : la divergence entre les deux clades principaux du « groupe canadensis » apparaît il y a plus de cinq millions d'années, à la fin du Miocène, quand le clade de krueperi et ledanti s'installe dans le bassin méditerranéen au moment de la crise de salinité messinienne ; les deux espèces le constituant divergent il y a 1,75 million d'années. L'autre clade se divise quant à lui en trois avec des populations quittant l'Asie par l'est et qui donnent naissance à la Sittelle à poitrine rousse, puis par l'ouest, il y a environ un million d'années et marquant la séparation entre les Sittelles corse et de Chine. Les distributions actuelles ne reflètent cependant pas nécessairement exactement les ancestrales, et la Sittelle corse pourrait être une paléo-endémique ayant autrefois connu une répartition bien plus vaste et ayant subi les réductions de la répartition des pins ; « piégée » en Corse, elle aurait évolué par vicariance,.

## Menaces et conservation

### Effectifs et statut
Une estimation des années 1960-1980 recense 2 000 à 3 000 couples, répartis sur 240 km2 alors que l'on compte près de 3 000 couples sur plus de 430 km2 dans les années 1950,. En 2000, Thibault et al. estiment les effectifs à 2 075-3 010 couples. En 2013, selon l'UICN, Thibault et al. estiment la population de la Sittelle corse entre 3 100 et 4 400 individus matures, soit 4 600 à 6 600 oiseaux au total. Une estimation de 2011 de l'aire de répartition portait celle-ci à 185 km2. La Sittelle corse était considérée par l'Union internationale pour la conservation de la nature comme « quasi menacée » en 1988, de « préoccupation mineure » en 2004, 2008 et 2009. Depuis 2010, elle est considérée comme « vulnérable », Thibault et al. estimant son déclin à 10 % durant les dix années précédentes dans un article publié en 2011.

### Menaces
La diminution des effectifs peut être expliquée par les incendies et l'exploitation forestière : les Pins laricio auxquels l'espèce est inféodée se régénèrent moins vite qu'ils ne disparaissent par ailleurs, et l'abattage des pins morts pose des problèmes pour la nidification de cette sittelle,. En plus de détruire les territoires des oiseaux (une centaine environ lors des incendies de 2000 et 2003), la repousse après le passage du feu entraîne un remplacement du Pin laricio par le Pin maritime ou le Chêne vert (Quercus ilex). Une étude réalisée sur les conséquences des incendies de l'été 2000, ayant touché plusieurs grands massifs corses, a conclu que les conséquences directes (disparitions de territoires) et indirectes (difficultés à nicher, à s'alimenter en hiver) auraient pu affecter 4 % de la population de l'espèce. Pour la même période dans les gorges de la Restonica, 6 territoires sur 12 étaient perdus. Les impacts importants des feux de forêts d'août 2003 ont également conduit à un déclin de la population qui s'était réduite de 37,5 % au printemps suivant.

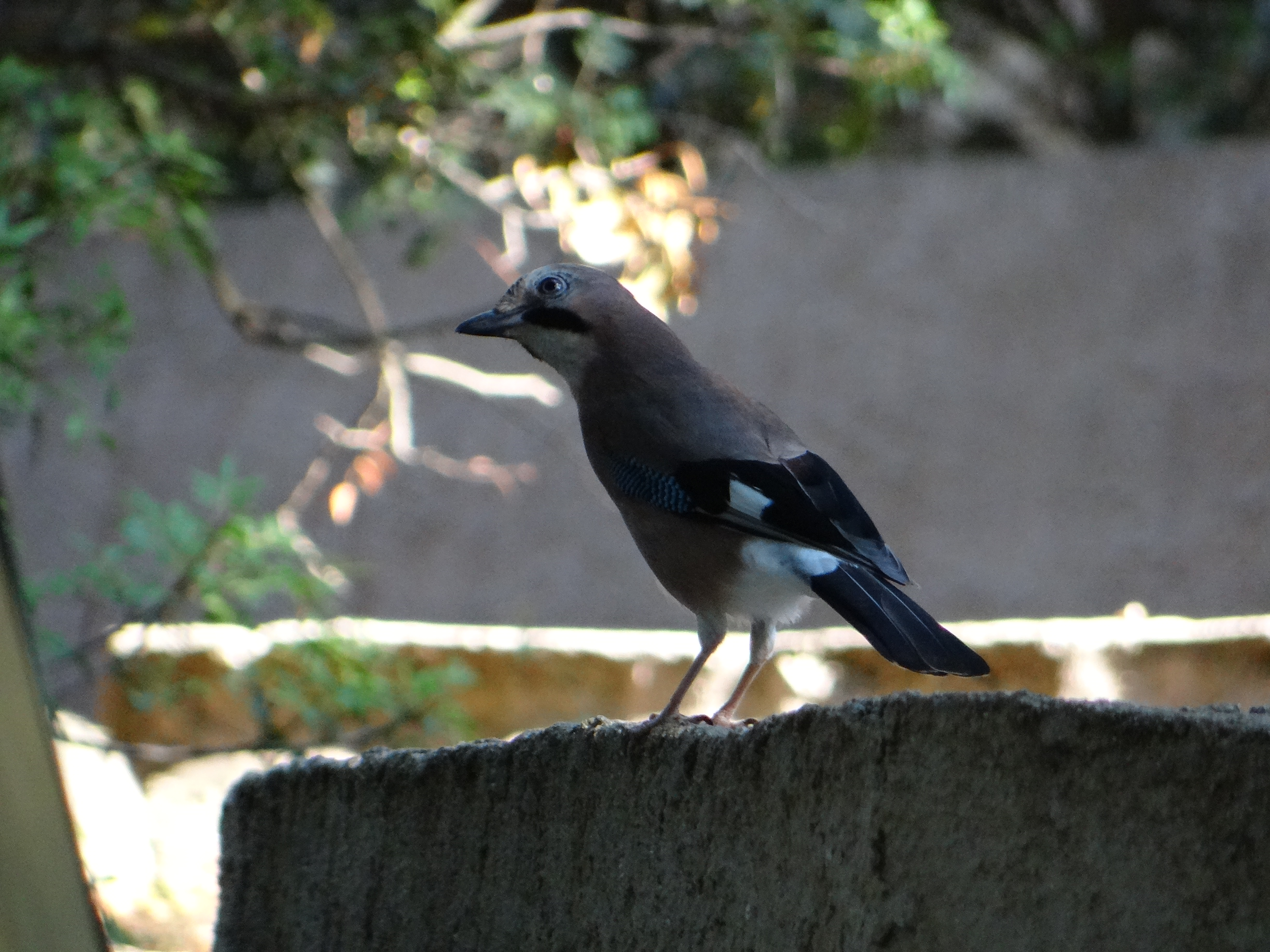
Le Geai des chênes (Garrulus glandarius), ici la sous-espèce corsicanus, endémique de Corse, compte parmi les prédateurs des jeunes Sittelles corses.

La Sittelle corse compte parmi ses prédateurs le Pic épeiche (Dendrocopos major) qui peut attaquer les nids et les jeunes oiseaux en élargissant la cavité du nid pour accéder à la progéniture des sittelles ; tous les individus n'attaquent pas forcément les nids, et sittelles et pics peuvent parfois même nicher dans le même arbre. Le Lérot commun (Eliomys quercinus) est également un prédateur potentiel, ayant déjà été observé dormant dans un nid et suspecté de plusieurs pertes ; dans une moindre mesure, l'Épervier d'Europe (Accipiter nisus) pourrait compter parmi ses proies la Sittelle corse : des restes de sittelle sont signalés dans l'alimentation d'un de ces oiseaux de proie en 1967, et Hans Löhrl indique en 1988 que les Sittelles corses qu'il élève en captivité se cachent à la vue d'un rapace. Le Geai des chênes (Garrulus glandarius) pourrait également être un prédateur plus ou moins important des jeunes à l'envol.
L'étude de la structure de l'habitat de la Sittelle corse a montré que la fragmentation de son habitat, qui conduit à une concentration locale des populations, pourrait être une nouvelle menace. Les sittelles évitent les zones de découvert et peu denses, comme le semi-gaulis, qui présentent un risque accru de prédation, ne les traversant que si ces zones sont suffisamment étroites. Une étude de 2011 a tenté de quantifier l'impact du réchauffement climatique sur la distribution future des Pins laricio et maritimes ; en ne tenant compte que des bouleversements climatiques, il est probable qu'en 2100, 98 % de l'aire de répartition de la Sittelle corse sera toujours susceptible de l'abriter, et que cette distribution s'agrandisse même de 10 %. L'habitat de l'oiseau est donc davantage menacé par l'augmentation en fréquence et l'importance des feux et l'accroissement des activités humaines que par des changements climatiques.

### Protection
La Sittelle corse bénéficie d'une protection totale sur le territoire français en vertu de l'article 3 de l'arrêté du 29 octobre 2009, fixant la liste des oiseaux protégés sur l'ensemble du territoire et les modalités de leur protection ; elle est également inscrite à l'annexe I de la directive oiseaux de l'Union européenne et à l'annexe II de la Convention de Berne. Il est donc interdit de la détruire, la mutiler, la capturer ou l'enlever, de la perturber intentionnellement ou de la naturaliser, ainsi que de détruire ou enlever les œufs et les nids, et de détruire, altérer ou dégrader son milieu. Qu'elle soit vivante ou morte, il est aussi interdit de la transporter, de la colporter, de l'utiliser, de la détenir, de la vendre ou de l'acheter.

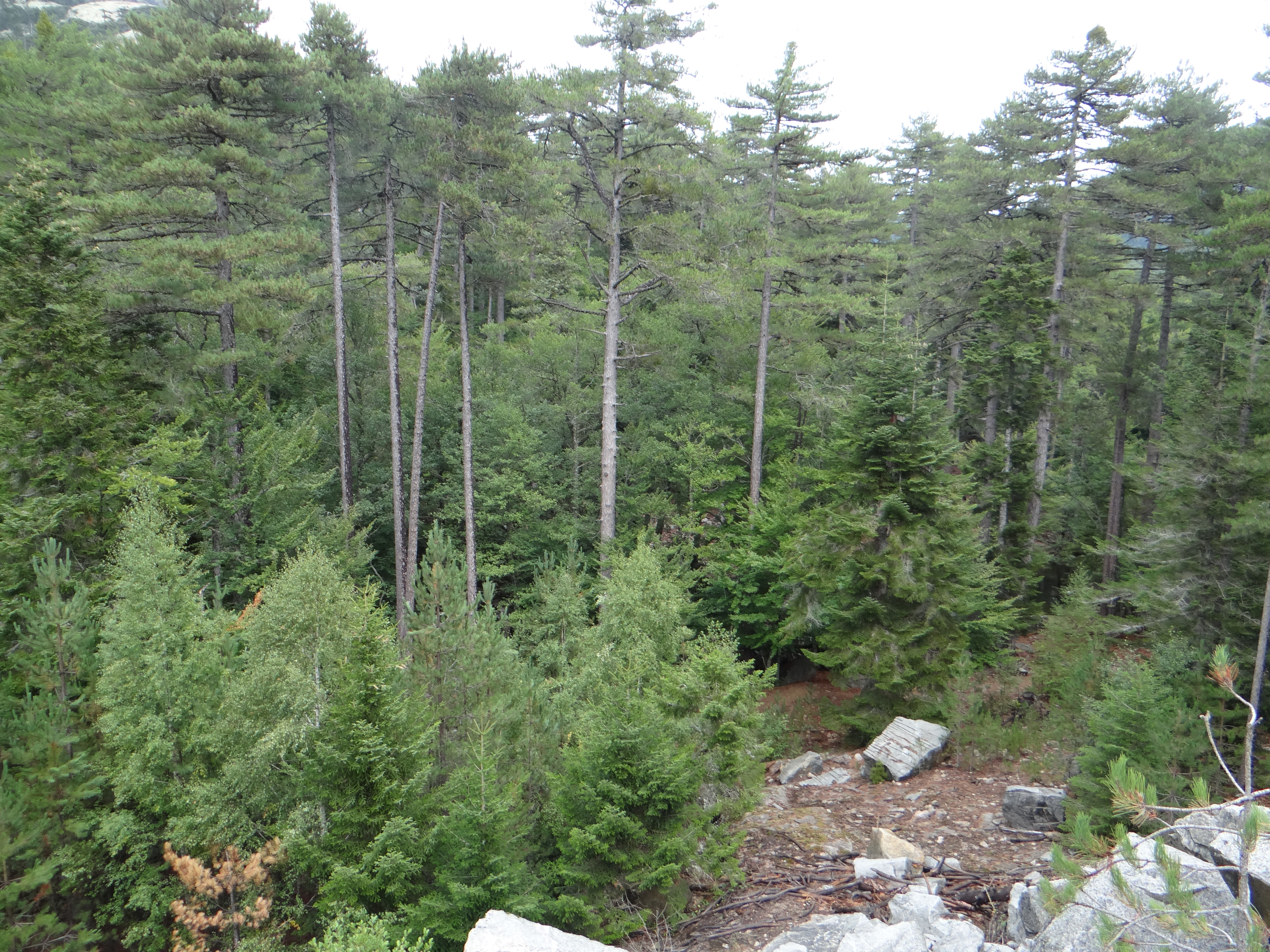
Paysage forestier vu depuis le « sentier de la sittelle », à proximité de la commune d'Évisa.

On estime que 9 à 11 % des individus sont placés dans huit des zones de protection spéciale de la directive oiseaux. Moins de cinq autres pour-cent de l'effectif estimé se trouve dans deux réserves biologiques dirigées et six réserves biologiques intégrales. En plus de la prévention et de la lutte contre les incendies, des mesures spécifiques sont envisagées pour la protection de l'espèce, principalement axées sur les méthodes et stratégies de sylviculture : la première priorité doit être donnée à la structure de l'habitat (éviter les zones ouvertes, favoriser le Pin laricio et les mosaïques végétales avec de vieux arbres offrant un couvert et un sous-étage de jeunes arbres) ; la seconde priorité est donnée à la présence de sites de nidification (laisser les arbres morts sur pied, accélérer le dépérissement des arbres inexploitables).

## Dans la culture
La Sittelle corse est parfois désignée sous le nom de « Sittelle de Whitehead », mais elle compte surtout différents noms locaux en langue corse, comme pichjarina, pichja sorda ou furmicula, et capinera, utilisé au moins à Corte,. L'espèce reste relativement peu connue du public. Le parc naturel régional de Corse a publié une petite bande dessinée sur l'oiseau, et le « Groupe ornithologique corse » (GOC) a choisi pour logo l'espèce, représentée sous une forme très épurée. Dans la forêt d'Aïtone, près d'Évisa, l'Office national des forêts a aménagé un « sentier de la sittelle », faisant partie des lieux où l'espèce serait plus aisément observable.